# Namibianira arnhemensis
Namibianira arnhemensis är en kräftdjursart som beskrevs av Brian Frederick Kensley 1995. Namibianira arnhemensis ingår i släktet Namibianira och familjen Protojaniridae. Inga underarter finns listade i Catalogue of Life.